# Fuerte de Santa Tecla
El fuerte de Santa Tecla fue una fortificación construida por la Corona de España cerca de las fuentes del río Negro, dentro del actual municipio de Bagé en el estado de Río Grande del Sur en Brasil. Actualmente sólo quedan vestigios de las antiguas fundaciones en piedra, ubicadas a 500 m al sudoeste del arroyo Santa Tecla, subafluente del río Negro por medio del arroyo Piraí.
El fuerte se hallaba en el límite de la jurisdicción de la gobernación de las Misiones Guaraníes con la zona de administración directa de la gobernación de Buenos Aires -de la cual dependía la primera-, cerca de las fronteras avanzadas de Portugal en Brasil. El sitio era estratégico al estar ubicado cerca del nudo orográfico también llamado de Santa Tecla que, en la cuchilla Grande, es lugar de nacientes de varios importantes ríos: el Negro oriental, el Piraizito, el Santa María y el Yaguarón. Por tal sitio entraban los contrabandistas portugueses tras previamente haber seguido el camino que une de norte a sur a Río Pardo, Encrucijada del Sur y Cazapava.

## Historia
Inicialmente Santa Tecla fue un oratorio y puesto avanzado de la estancia jesuítica de San Miguel de las Misiones, el puesto recibió el nombre ya que fue fundado en el día que el santoral católico conmemora a Tecla de Iconio. 
El Tratado de Madrid (1750) firmado por España y Portugal establecía que los siete pueblos misioneros al oriente del río Uruguay serían entregados a Portugal en permuta por la Colonia del Sacramento. El 27 de febrero de 1753 al llegar los demarcadores del tratado al primer punto de la jurisdicción misionera que encontraron, la capilla de Santa Tecla, fueron recibidos allí por una guarnición armada guaraní comandada por José Sepé Tiarayú que les impidió el paso a sus territorios. Los trabajos de demarcación se suspendieron, retirándose los portugueses hacia Colonia del Sacramento y los españoles hacia Montevideo. 
En febrero de 1756 se reunieron en Santa Tecla las fuerzas del gobernador de Buenos Aires, José de Andonaegui, reforzadas por 150 soldados procedentes de España, junto con 1670 hombres del gobernador de Montevideo José Joaquín de Viana y 1200 soldados portugueses al mando de Gomes Freire, para avanzar sobre en pueblo de San Miguel, dando inicio a la guerra Guaranítica.
En 1773 el gobernador de Buenos Aires Juan José de Vértiz y Salcedo con 5000 soldados salió del Río de la Plata con destino a la cuchilla Grande y al llegar a los contrafuertes de la Sierra Geral el 27 de enero de 1774, mandó construir el fuerte de Santa Tecla para evitar que los portugueses siguieran arriando ganado de la región (por la Ruta del ganado que aquí se situaba en la Vaquería del Mar). La fortificación fue construida con una plano de pentágono irregular por el ingeniero Bernardo Lecocq. La cara norte medía aproximadamente 114 m, la cara este aproximadamente 77 m, la cara sur aproximadamente 88 m, la cara sudoeste aproximadamente 62 m, aproximadamente 83 m la cara oeste y constaba de murallas de piedra y mampostería, rodeado por un foso de 9 metros de ancho y 2,5 m de profundidad teniendo una muralla externa de 3 metros de altura y baluartes de 5,5 metros denominados: San Agustín y San Miguel, San Juan Bautista y San Jorge, y el medio baluarte de San Francisco. Las murallas eran de tapia y las construcciones de palo a pique. Un barranco servía de protección natural por el lado norte. Se le asignó una guarnición de 50 hombres de las tropas veteranas mandados por dos oficiales.
Luego de 26 días de cerco, las fuerzas portuguesas de 1500 hombres al mando del sargento mayor Rafael Pinto Bandeira, lograron rendir a los 200 españoles del fuerte el 23 de marzo de 1776, siendo incendiado y arrasado al día siguiente. El 1 de abril, cayó en su poder también Río Grande, hechos que decidieron a la Corona española a enviar una expedición al mando de Pedro de Cevallos, quien tras tomar la Colonia del Sacramento se dirigía hacia Río Grande de San Pedro, pero a mitad de camino lo alcanzó la noticia de la paz firmada entre españoles y portugueses, el Tratado de San Ildefonso de 1777.
El fuerte fue motivo de desavenencias entre los demarcadores del Tratado de San Ildefonso y debido a su valor estratégico el primer virrey del Río de la Plata, Pedro de Cevallos, lo mandó a reconstruir en 1778. Fue la sede de la Comandancia General de la Campaña de la Banda Oriental desde 1791 hasta 1800 cuando el comandante Félix de Azara la trasladó a Cerro Largo.
En el contexto de la guerra de las Naranjas, en 1801 tropas portuguesas del Regimento de Cavalaria de Dragões do Rio Grande do Sul al mando del coronel Patrício Corrêia da Câmara, primer vizconde de Pelotas, destruyeron el fuerte de Santa Tecla y la población de San Gabriel de Batoví.

## Actualidad
Lo poco que queda de las ruinas de este fuerte desde el siglo XX está dentro de los terrenos de un cuartel militar brasileño; apenas quedan vestigios visibles (parcialmente se nota el área rellenada del foso), a la incuria y el vandalismo se ha sumado la pésima actividad iniciada en 1970 por el arqueólogo de la Universidad de Caxias do Sul llamado Fernando La Salvia; este tras efectuar excavaciones en el solar pudo recuperar algunos relictos (restos de tejas, recipientes, fragmentos de artillería etc.) y se los apropió, luego de su muerte sus herederos se deshicieron de tales vestigios arqueológicos.